# Spheciospongia transitoria
Spheciospongia transitoria är en svampdjursart som först beskrevs av Ridley 1884.  Spheciospongia transitoria ingår i släktet Spheciospongia och familjen borrsvampar.
Artens utbredningsområde är Seychellerna. Inga underarter finns listade i Catalogue of Life.